# Catharina Heybeek
Catharina Heybeek (* 6. März 1764 in Rotterdam; † 26. Mai 1810 in Zaltbommel) war eine niederländische Journalistin und Herausgeberin.

## Leben
Catharina Heybeek wurde am 6. März 1764 als viertes von sieben Kindern des ersten Schreibers der Flotte Jacobus Heybeek (1734–1776) und Johanna Arnolda de Vogel (1733–in/nach 1788) in Rotterdam geboren. Sie heiratete am 10. Mai 1805 in Amsterdam den Immobilienmakler Wessel van Lommen (1757–1814). Aus dieser Ehe sind keine Kinder bekannt. In ihrer Familie gab es viele Seeleute. Ihr Großvater Arnoldus de Vogel (gestorben vor 1758) hatte für die Niederländische Ostindien-Kompanie gearbeitet und war im Osten gestorben. Ihr Vater war ebenfalls dort angestellt, arbeitete aber später als erster Schreiber (Sekretär) beim Kriegsrat des Landes, und ihr Bruder Philippus Arnoldus wurde der erste Schreiber auf dem „Landeswacheschiff Schiedam“ im Jahr 1786 und bei 1800 bei der Marine.
Ihr Vater war als Seefahrer viel und auch oft längere Zeit auf Reisen. In dieser Zeit hatte ihre Mutter die Befugnis, alle rechtlichen und wirtschaftlichen Handlungen zu entscheiden, sowohl im Namen ihres Mannes, als auch im eigenen Namen. Vermutlich betrieb Johanna de Vogel ein eigenes Unternehmen. Jacobus Heybeek starb 1776, als Catharina Heybeek zwölf Jahre alt war. Über ihr Leben besteht einige Unsicherheit, da es mehrere namensgleiche Frauen gab, bekannt ist jedoch, dass sie im Oktober 1782 in der reformierten Kirche in Rotterdam ihr Gelöbnis abgelegt hatte. Im Dezember 1790/Januar 1791 lebte sie nachweislich in Amsterdam, auch wenn sie mit ihren Geschwistern in Rotterdam ein Erbe aufteilen musste. Rotterdam verließ sie offiziell erst 1796, als sie nach Haarlem zog, wie aus einer am 3. Mai 1796 ausgestellten Entschädigungsurkunde ersichtlich ist. In Haarlem legte sie am 3. August 1796 ihre Prüfung als Näherin ab. Direkt wurden ihr danach mehrere Schülerinnen zugeteilt. Unsicher jedoch ist, ob sie die Catharina Heybeek war, die am 12. Oktober 1796 der Haarlem Comans Guild beigetreten war und ein Geschäft für Garn und weiteres führte. In Haarlem lebte sie bis zum 1. Juni 1797; zu dem Zeitpunkt wurde sie in Amsterdam als Wollnäherin registriert und lebte am Haarlemmerdijk.
Bemerkenswert ist, dass sie bereits wenige Wochen, nachdem sie in Amsterdam registriert wurde, anfing, für Lieve van Ollefens National Bataafsche Courant zu schreiben. Dies lässt vermuten, dass es bereits eine frühere Verbindung gegeben haben könnte. Bekannt ist eine solche jedoch nicht. Ihr erster Beitrag stammte vermutlich vom 29. Juni 1797. Danach schrieb sie regelmäßig Artikel patriotischer Natur. Sie berichtete von der Nationalversammlung in Den Haag, die sie im Juli besuchte und rief zum Widerstand gegen den föderalistischen Verfassungsplan auf, den sie „aristokratische Verfassung“ nannte. Van Ollefens wurde in der Nacht vom 4. auf den 5. August 1797 wegen eines Berichts in seiner Zeitung vom 3. August verhaftet, der von jemandem namens „Korte Samenspraak“ stammte. Danach übernahm Heybeek zusammen mit einer „Demophilia“ die Redaktion der Zeitung, wahrscheinlich in Absprache mit Van Ollefen. Einige Wochen später gab sie sich als „Korte Samenspraak“ zu erkennen, in der Hoffnung, Van Ollefen würde freigelassen. Zwar wurde sie am 14. September verhaftet, Van Ollefen jedoch nicht freigelassen. Bei einem ihrer Verhöre gab Heybeek an, dass sie am Haarlemmerdijk wohne, in Rotterdam geboren sei und ihren Lebensunterhalt mit dem Nähen von Wolle verdiene.
Aus dem Amsterdamer Gefängnis gab sie ab dem 28. September zusammen mit Van Ollefen den Nationaale Bataafsche Courant heraus, der vermutlich nur kurze Zeit existierte. Die letzte bekannte Ausgabe stammte vom 3. Oktober. Heybeek wurde wie Van Ollefen am 18. Januar 1798 wegen Volksverhetzung zu drei Jahren Gefängnis verurteilt. Sie durfte jedoch weiter schreiben. Im Januar und Februar erschienen unter ihrem eigenen Namen Beiträge für den Oprechte Nationaal Courant und den Oprechte Bataafsche Courant. Ihr Ton war dabei militant, sie rief auch die Frauen zum Widerstand auf. Im Februar wurde ihr weitere Korrespondenz und damit das Schreiben verboten. Ein von politischen Verbündeten Heybeeks und Van Ollefens verübter Putsch am 22. Januar 1798 führte nicht zu einer Revision des Urteils, die beide erhofft hatten. Einige Mitglieder der Verfassunggebenden Versammlung waren ins Visier von Van Ollefens Artikeln geraten und betrachteten ihn als „einen Auftragsschreiber von Orange“. Sie wurden Anfang April vom neuen Amsterdamer Stadtrat in das Stadsbeterhuis verlegt, wo sie Besucher empfangen und miteinander sprechen durften. Nach dem Putsch der Moderaten am 12. Juni verloren sie diese Privilegien wieder.
Vermutlich musste Catherina Heybeek nicht die gesamte Haftstrafe verbüßen. Sie gründete 1801 eine eigene Zeitschrift, De onverschrokken vrijheidsvriend, von dem nur zwei Ausgaben bekannt sind. Danach trat sie in der Öffentlichkeit nicht mehr auf. 1805 heiratete sie den katholischen Immobilienmakler Wessel van Lommen, der in dem Jahr zahlungsunfähig wurde. Catharina Heybeek starb am 26. Mai 1810 in Zaltbommel.